# Letištní úsek dálnice Měřín
Letištní úsek dálnice Měřín je dopravní stavba zbudovaná u městyse Měřín ležícím severozápadním směrem od Velkého Meziříčí v Kraji Vysočina. Vzletová a přistávací dráha letiště je tvořena dálnicí D1 v jejím kilometru 136,8 až 139,2. Tento letištní úsek dálnice (LÚD) se stal prvním z plánovaných záložních letišť, které socialistická Československá lidová armáda (ČSLA) plánovala do roku 2000 zbudovat jako součást silničních tahů, především dálnic. Úsek je nadále ministerstvem obrany veden jako vojenská záložní letištní plocha.

## Poloha
Měřínské letiště se nachází na úseku dálnice dobudovaném roku 1976 a vyžádalo si finanční náklady ve výši 21 milionů československých korun. Těleso silniční komunikace se v místech letiště rozšířilo a vlastní přistávací a vzletová dráha o rozměrech 2100 na 25,5 metru měla betonový povrch. Z obou stran navíc na dráhu navazovala předpolí o délce 150 metrů. Po stranách dálnice byly podél dráhy zřízeny bezpečnostní travnaté pásy o patnáctimetrové šířce. K otáčení a údržbě letadel sloužily zbudované stojánky o rozměrech 150 na 25 metrů, které se nacházely na obou koncích dráhy. Jejich spojení s vlastní dráhou zajišťovaly betonové dráhy o patnáctimetrové šířce.
Most D1-171 přes silnici ze Stránecké Zhoře do Kochánova je vybudován rovněž širší, aby umožnil převedení letištní dráhy.

## Historie využití
Pokud na dálnici měla přistávat letadla, musela se nejprve uzavřít pro veškerou dopravu a následně vyčistit a do jejího okolí doplnit potřebné zázemí pro letadla i pro řízení provozu. Tato operace se uskutečnila pouze třikrát, kdy se zdejší plocha využila k letecko-taktickým cvičením. První z nich se konalo od 19. září do 3. října 1980. Přistávání a vzlety realizovalo dvanáct letounů MiG-21MF ze 4. stíhacího leteckého pluku Pardubice, stejný počet i typ letadel ze 6. stíhacího bombardovacího leteckého pluku Přerov a šest letounů MiG-23BN patřícím 28. stíhacímu bombardovacímu leteckému pluku z Čáslavi.
Další cvičení se uskutečnilo na konci měsíce září roku 1982 a vyžádalo si výluku silničního provozu na dálnici po dobu devíti dní. Lokalitu do vzdálenosti až čtyř kilometrů hlídali příslušníci pěších i motorizovaných jednotek policistů a na kopce v okolí armáda instalovala samohybné protiletadlové dvojkanóny vz. 53/59. Dne 28. září se konala přehlídka pro přítomné členy armády či pro vojenské diplomaty. Stíhací bombardéry Su-7B z Náměště nad Oslavou simulovaly útoky na shromážděné prominenty a jejich atak odrazila i protiletadlová obrana. Podle postřehů leteckého přidělence na britské velvyslanectví v Praze plukovníka Oliver Knight, jenž se přehlídky také zúčastnil, dosedlo během ní na plochu letiště Měřín pět letounů MiG-21 z pardubické vojenské posádky.
Od 28. září do 1. října 1985 došlo k dalšímu cvičení na letišti, kdy se výcviku zúčastnilo osm strojů MiG-23BN z čáslavské základny a roj letounů Su-25K patřících 30. bitevnímu leteckému pluku se sídlem v Pardubicích.
Měřínský letištní úsek dálnice je tak jediným dokončeným, z něhož kdy letadla startovala. Zároveň představoval vzorový příklad pro další obdobné stavby. Když pak na začátku 21. století probíhala rekonstrukce dálnice D1, rozhodli odpovědní zaměstnanci Ministerstva obrany České republiky o zachování letiště i po provedené rekonstrukci. Na silniční komunikaci tak zůstal zachován dvouprocentní příčný sklon, zpevněný střední dělicí pás a oba protijedoucí směry od sebe vzájemně oddělí svodidla z betonových prefabrikátů. Specifické úpravy si vyžádal i dálniční most, jenž musí být širší oproti obvyklému stavu. Pro přistávání na dálnici jsou uzpůsobeny i stíhací letouny Saab JAS-39 Gripen, které má česká armáda na počátku 21. století ve své výbavě.
Během modernizace dálnice D1 byl při realizaci úseku č. 18 v letech 2015–2017 měřínský letištní úsek dálnice opravován dle požadavků Vzdušných sil Armády České republiky a Ministerstva obrany České republiky, aby stále mohl být využíván leteckou technikou, neboť je nadále veden jako vojenská záložní letištní plocha.

## Podobná stavba
Jako ranvej záložního letiště může sloužit i úsek dálnice D46 u Vyškova.